# Zamarada clementi
Zamarada clementi là một loài bướm đêm trong họ Geometridae.